# ミティラー

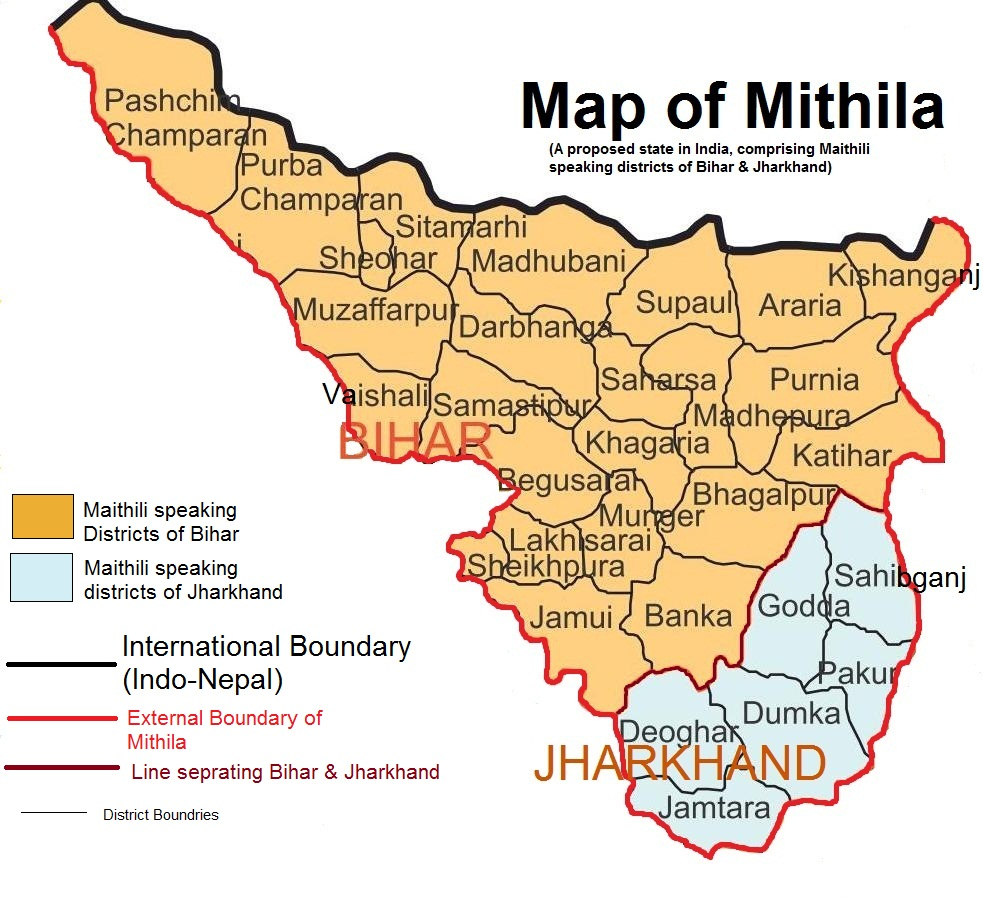
Map of Proposed Mithila State, showing its districts

ミティラー （ヒンディー語: मिथिला、Mithila, Maithili）は、古代インドのガンジス平原東部（今日の ウッタル・プラデーシュ州、ビハール州、ネパールの一部にかけて）にあったといわれる王国。
地理的にはおおむね、ゴータマ・ブッダとマハーヴィーラの生誕地とされている地域にあたる。